# Kriegerdenkmal (Sulzberg)

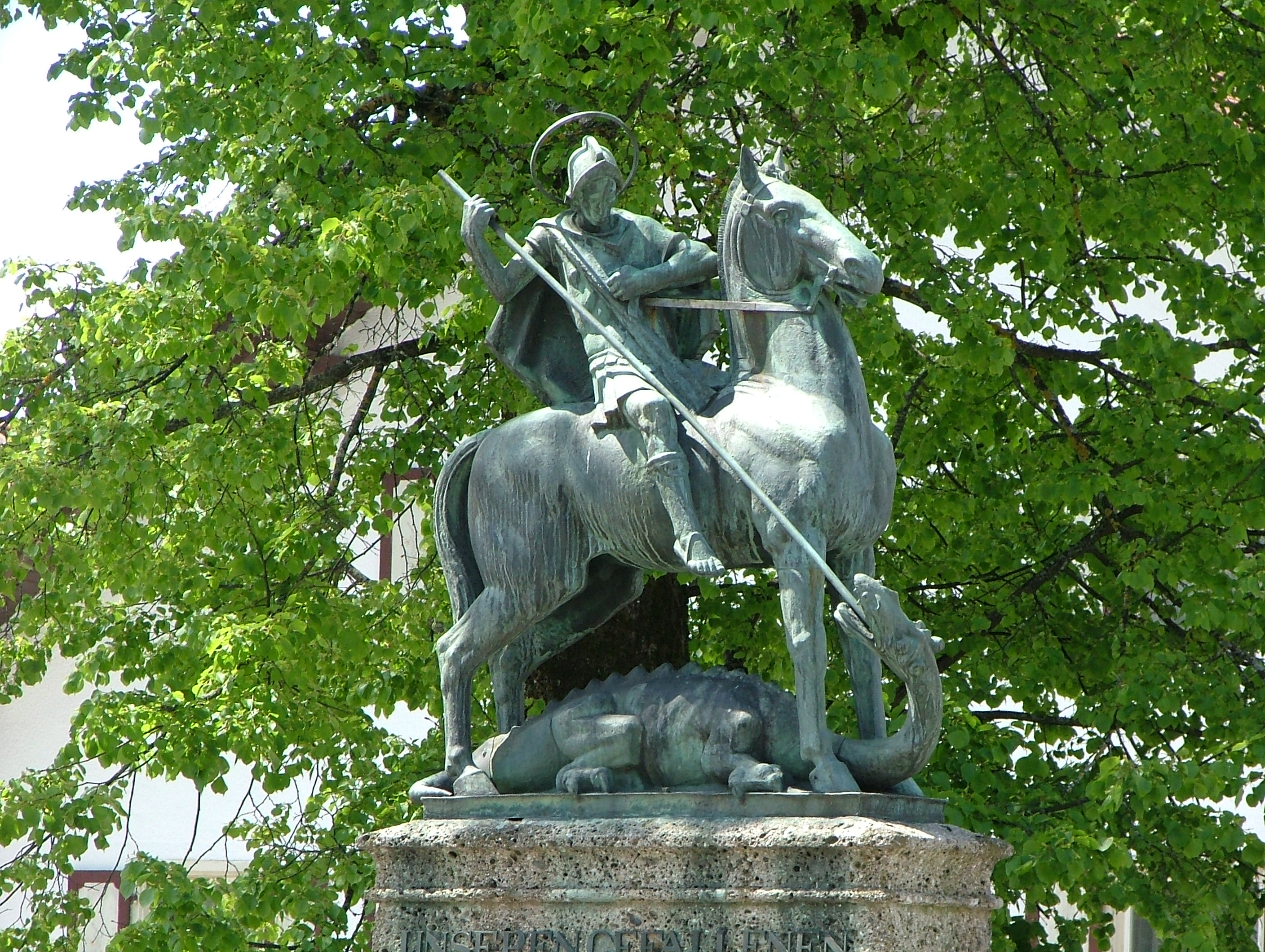
Kriegerdenkmal Sulzberg

Das Sulzberger Kriegerdenkmal befindet sich auf dem Dorfplatz, nahe der Kirche. Die Einweihung fand am 27. Juni 1930 statt.

## Entstehung
Am 27. Juli 1930 wurde das Kriegerdenkmal auf dem Dorfplatz der Marktgemeinde Sulzberg im Allgäu eingeweiht. Die Planung und Ausrichtung übernahm der akademische Bildhauer Karl Reiber aus München. Dieser platzierte das Denkmal auf einer Grundfläche von 49 m² und sorgte mit einer Vergrößerung der naheliegenden Brücke für eine kulturelle Neugestaltung des Ortsbilds. Auch bemühte er sich,„das Denkmal zu Kirche und Benefizhaus (heute Gemeindebücherei) mit Umgebung sowie hereinschauenden Bergkulisse in Beziehung zu bringen.“. Zudem stammen auch die zwei Kupfertafeln, welche zur Ehrung der insgesamt 62 gefallenen Soldaten des Ersten Weltkriegs dienen, von ihm.
Dem Denkmal wurde nach dem Zweiten Weltkrieg eine weitere Tafel hinzugefügt, auf welcher 81 gefallene und 41 vermisste Soldaten vermerkt sind.

### Gefallene des Ersten Weltkriegs
| 1914 | 14 Gefallene |
| 1915 | 14 Gefallene |
| 1916 | 12 Gefallene |
| 1917 | 9 Gefallene  |
| 1918 | 13 Gefallene |

### Gefallene des Zweiten Weltkriegs
| 1940 | 1 Gefallener |
| 1941 | 14 Gefallene |
| 1942 | 12 Gefallene |
| 1943 | 14 Gefallene |
| 1944 | 19 Gefallene |
| 1945 | 17 Gefallene |

Zudem fielen noch weitere vier Soldaten mit unbekannter Jahreszahl.

## Gestaltung
Das Kriegerdenkmal besteht aus einem Hauptsockel, worauf die Kampfszene des Hl. Georg auf seinem Pferd mit dem Drachen abgebildet ist. Diese bronzene Statue und der Sockel sind zusammen 4,5 m hoch und tragen die Inschrift Unseren Gefallenen. Das gesamte Kriegerdenkmal ist durch eine kleine Mauer aus Flintsbacher Nagelfluh und Steinplatten umrandet, welche in Straßenrichtung auf der Vorderseite 10 m lang, im rückwärtigen Teil 8 m lang ist. Neben der Reiterstatue befinden sich zwei weitere Sockel, auf denen jeweils eine Kupfertafel mit den betreffenden Namen eingelassen wurde. Zur optischen Umrahmung wurde der Boden mit Grüntensteinen ausgelegt und zwei Lindenbäume sowie zwei Akazien gepflanzt.
Die namentlich genannten Soldaten des Ersten Weltkriegs starben häufig in Frankreich (Verdun) sowie auch in Deutschland und Rumänien. Im Gegensatz dazu fielen die Soldaten der Sulzberger Gemeinde im Zweiten Weltkrieg vor allem in Russland, wie auch Frankreich, Polen, Rumänien und Deutschland.

## Interpretation
„Das Kriegerdenkmal in Sulzberg trägt auf dem Sockel die Gestalt des hl. Georg auf einem Pferd. Dieser Georg, in voller Jugendkraft im Dienste Gottes stehend, ist Symbol der jungen Soldaten, die mit Entschlossenheit in den Kampf zogen, um standhaft (Pferd) das Vaterland, die Heimat, die Scholle zu schützen. Bis auf äußerste sind Ross und Reiter angespannt und bekämpfen in Beharrlichkeit den Drachen des Unglaubens und der Zwietracht bis zum Sieg.“

## Reaktion der Öffentlichkeit: damals und heute
Zur Einweihung des Denkmals wurde die ganze Gemeinde eingeladen an der Heldenehrung teilzunehmen.
Als Weckruf dienten Böllersalven, gefolgt von einem Festzug zur Kirche. Nach dem Festgottesdienst fand ein Zug zum Kriegerdenkmal, an dem der Bürgermeister eine Rede hielt, wie auch die kirchliche Einweihung statt. Die anschließende Kranzniederlegung wurde von einem Männerchor und der Musikkapelle begleitet. Dann folgte der Abmarsch zum „alten“ Kriegerdenkmal, welches sich auf dem Pfarrhof befindet.
Im Zweiten Weltkrieg wurde die Ehrung eines gefallenen Soldaten von der politischen Gemeinde vorgenommen. Nach dem sonntäglichen Gottesdienst nahmen die Musikkapelle sowie Hitlerjugend und der Bund Deutscher Mädel Aufstellung am Kriegerdenkmal. Auf der Straße vor dem Denkmal nahmen die Eltern und Geschwister des Gefallenen auf Stühlen Platz. „Die Angehörigen nahmen oft genug mit Widerwillen an der Feier teil, waren aber dazu verpflichtet.“ Oft wurde betont, dass der Gefallene sein Leben für Führer, Volk und Vaterland gegeben habe und nun zu den Helden zähle, was von den Angehörigen nicht immer positiv aufgefasst wurde. In der Regel wurde dann am Familiengrab ein Kreuz aus Birkenholz errichtet, welches von den Frauen und Mädchen der Nachbarschaft geschmückt wurde.
Seit dem Ende des Kriegs findet jedes Jahr am Volkstrauertag eine Kranzniederlegung am Denkmal statt. Sie wird vom Veteranenverein organisiert. Ehrengäste dazu sind Bürgermeister, Altbürgermeister, Kreis- und Gemeinderäte. Außerdem sind Mitglieder der Kirchenverwaltung und des Pfarrgemeinderates sowie der Musikkapelle und des Kirchen-Chors eingeladen. Die Fahnenabordnungen der örtlichen Vereine, die Freiwillige Feuerwehr und Kriegsteilnehmer, Ehrenmitglieder und Mitglieder der Gemeinde Sulzberg nehmen auch am Veteranenjahrtag teil.
Nach dem Zug zur Kirche findet ein Gottesdienst statt. Anschließend führt der Pfarrer die Gemeinde durch den Friedhof zum Kriegerdenkmal. Dort findet die eigentliche Ehrung mit der Kranzniederlegung und einer Ansprache des Veteranenvereins-Vorstands statt.
Für die musikalische Begleitung ist die Musikkapelle verantwortlich. Nach der Ansprache folgen drei Salven zur Erinnerung an die Verstorbenen. Dann wird der Befehl zum Abmarsch gegeben und die Fahnenschwenkung der abgeordneten Fahnenträger der umliegenden Ortschaften beendet die Zeremonie.

## Veränderung und Baugeschichte
Vor der Einweihung des Kriegerdenkmals der beiden Weltkriege stand auf dem Marktplatz ein Denkmal aus dem Jahr 1883. Dieses wurde 1929 auf den Pfarrhof versetzt, um Platz für das „neue“ Kriegerdenkmal zu schaffen. Nach den Ereignissen des Zweiten Weltkriegs fand eine Erweiterung der Kupfertafeln am Denkmal statt. Sonst erfolgten keine weiteren Veränderungen.